# 貓蚤
貓蚤（學名：Ctenocephalides felis），亦稱貓栉头蚤，是分佈最廣泛、數量最多的一種跳蚤。以其主要宿主為家貓而得名。

## 描述

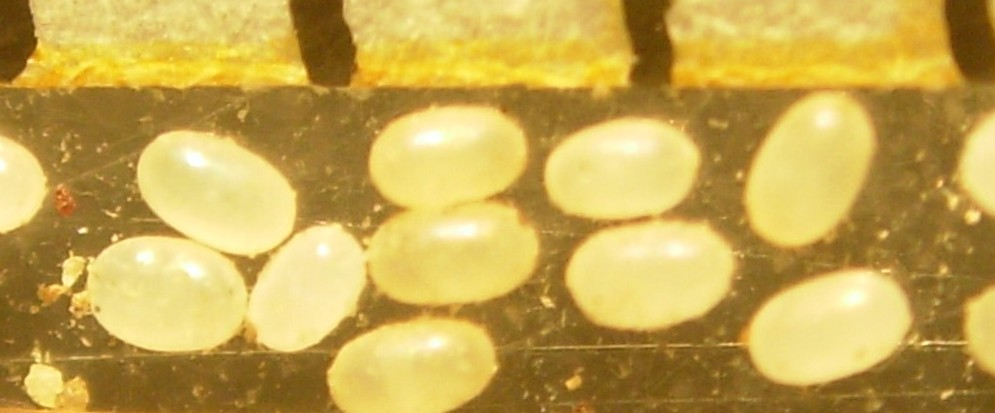
卵

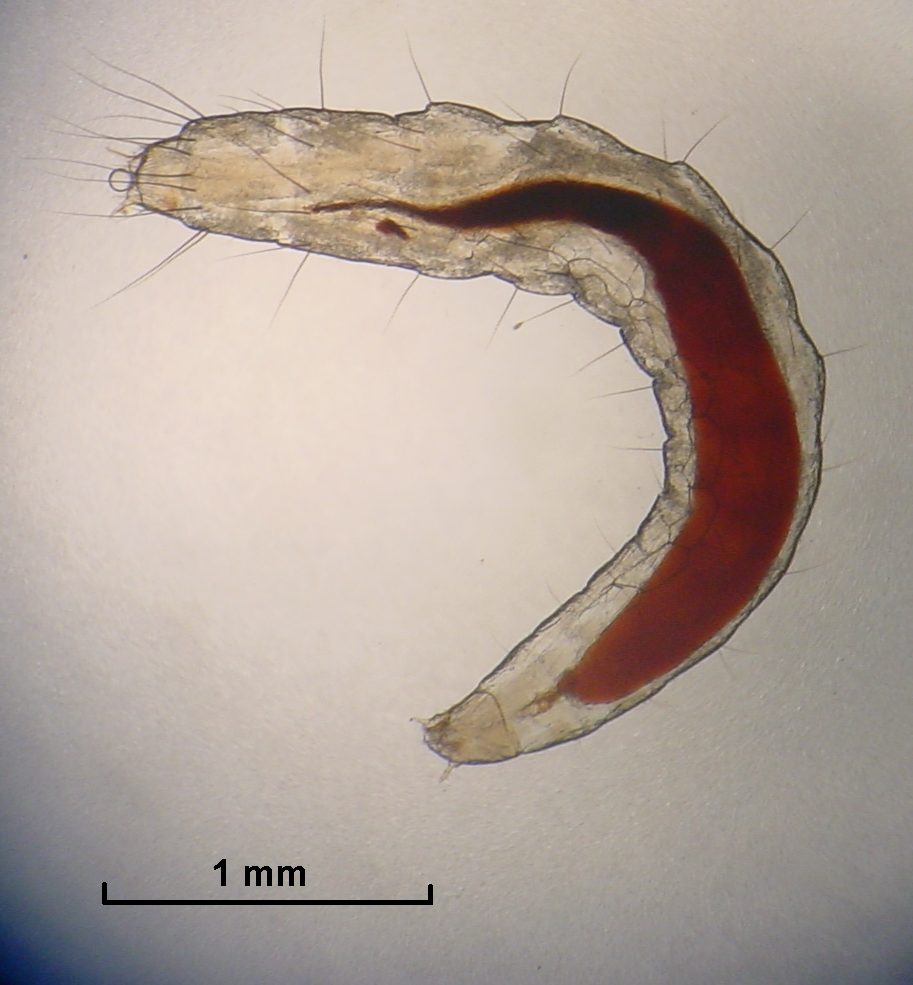
幼體，可以看到攝入的血液

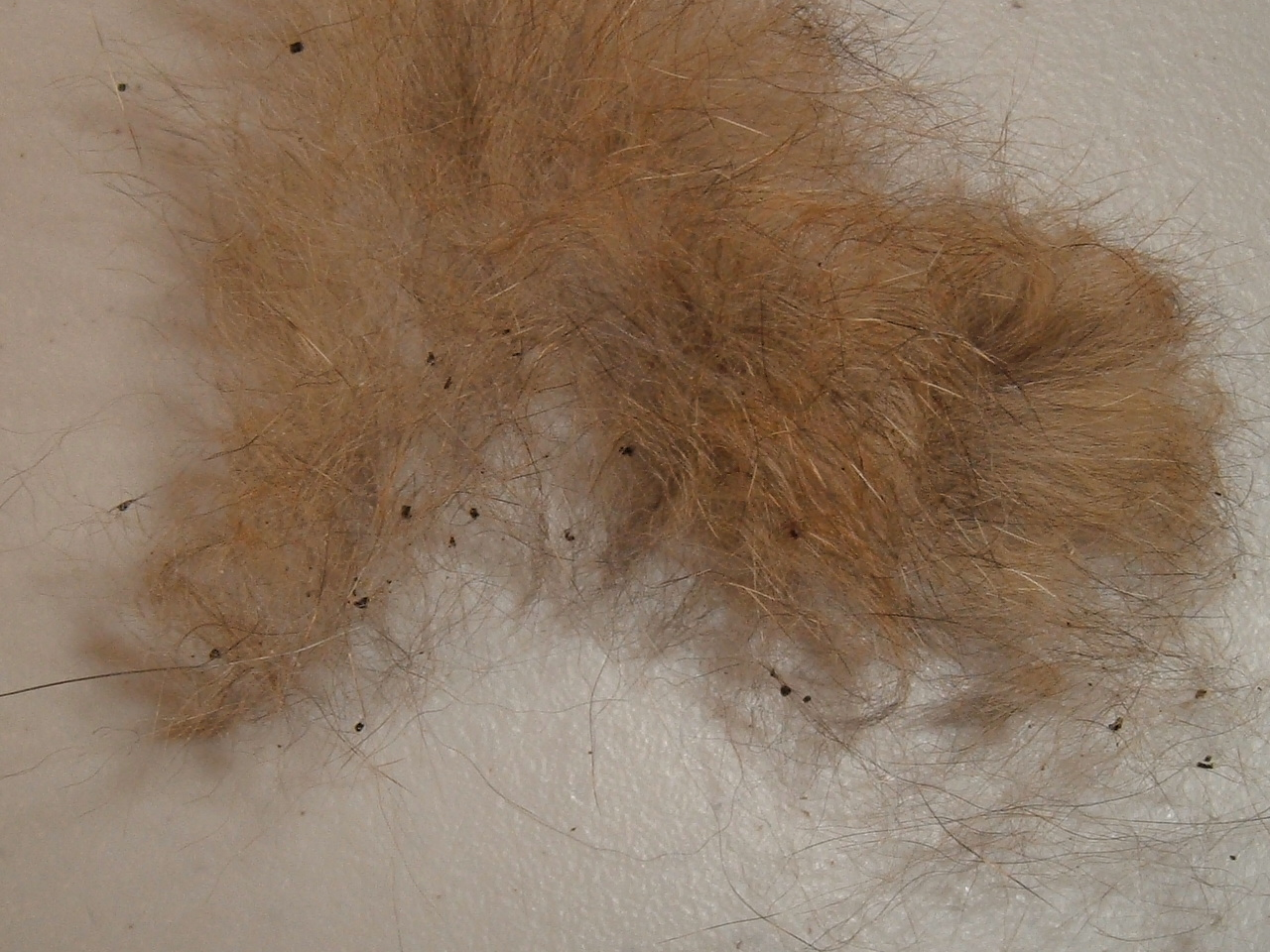
貓毛中的貓蚤排洩物

貓蚤是櫛頭蚤屬的一種小型跳蚤，成年個體長度為1.5—4（0.059—0.157英寸），通常為紅褐色，有口器以吸食血液。其身體扁平，因此不容易發現。它們可能起源於非洲，現在已經遍佈世界各地，也是科學研究最常用的跳蚤之一。
貓蚤的主要宿主是家貓，且小貓一般比老貓身上的跳蚤更多，它們也是狗身上的一種主要跳蚤。此外，貓蚤也可以在其他的食肉動物和雜食動物身上存活。人類有時也會被貓蚤叮咬，但不会被大量寄生。
和其他跳蚤一樣，貓蚤有四個生命週期，分別是卵、幼蟲、蛹和成蟲。成蟲在繁殖前必以血液為食。其卵外表乾燥，呈奶油白色，長度為0.5（0.020英寸），需要3周左右孵化。幼蟲有13節，無足、眼，使用剛毛移動，以成蟲的糞便為食。身體是透明的白色。頭鞘發達，有口器。成熟的幼蟲體長是成蟲的兩倍，3—5.2（0.12—0.20英寸），1至2周後會變成蛹，并使用各種碎屑偽裝自己。4至14周後變成成蟲。貓蚤偏好生活在27—32 °C（81—90 °F）、相對濕度在75-92%的環境里，正常情況下一隻貓蚤即使沒有寄主，也可以在這樣的環境里生活數週。

### 發育與生殖
貓蚤雖然為世界分布種且具醫學重要性，然而卻一直不明瞭其生殖行為，這是因為貓蚤成蟲為永久寄生型昆蟲，其交配行為發生於貓狗身上，而當研究人員要觀察貓蚤時，一定會將毛撥開，如此就易驚擾貓蚤而中斷其交配，故尚未有人觀察紀錄過貓蚤之完整交配行為。
在四月份期間，貓蚤從卵至羽化為成蟲的時間大約需要3星期，故1個月後也就是5月份，不論是貓或狗之貓蚤指數均達高峰。徐（2000）指出貓蚤幼蟲如只取食成蚤吸血後所排出的之血便，幼蟲的羽化率並不高，若於食物中添加無法孵化的蚤卵便可明顯的提高羽化率，可見在自然界中，不僅處女雌蚤會產無效卵（Zakson-Aiken et. al. 1996），已經交配的雌貓蚤產無效卵也並不是一種演化上的缺失，而是充當幼蟲的食物（trophical eggs）用以補血液在某些營養上的不足。
Hsu and Wu (2000b)發現貓蚤的交配行為與其他蚤類不同，其交配時間從數分鐘至2.5小時，且雄蚤一定要先吸血後才能與雌蚤交配。
Dean and Meola (1997)指出雄貓蚤在吸血前，其副睪是呈阻塞的，唯有在吸血後副睪表皮細胞才會呈扁平狀，如此才能輸出睪丸中之精子。
Hsu and Wu (2000b)指出在進行交配時，雄蚤以其前二對足的爪抓住雌蚤的後二對足，這是在蚤類的交配行為中首次發現的現象。雄貓蚤在剛交配時會從觸角窩中伸出觸角接觸雌蚤的腹部，此現象與其他蚤類相同，但是當雄貓蚤之陰莖插入雌蚤後，觸角即刻縮回觸角窩中，此與其他蚤類的交配行為有所不同。
雄蚤的陰莖末端有一類似溝渠的構造，由於雌蚤為多次交配，故在陰莖上發現此構造，可做以下懷疑，雄蟲在交配時除藉由陰莖將精子輸入受精囊外，並可能會將前一位交配者的精子移除。

## 影響
除非宿主有跳蚤過敏性皮膚炎，少量的貓蚤並不會對貓或狗產生嚴重危害。不過貓蚤可以傳播其他寄生蟲和疾病，例如巴爾通氏體屬（Bartonella）生物、鼠型斑疹傷寒等給其宿主，甚至人類有時也會被傳染。如果被宿主吞下，它們也會傳染犬复孔绦虫。此外還發現貓蚤攜帶有萊姆病的病原體伯氏疏螺旋体，但尚不清楚是否會傳播。

## 防治
貓蚤偏好生活在溫暖濕潤的環境里，這種氣候中的貓蚤更容易繁殖也更難殺滅。為了防止貓狗不感染貓蚤，平時要限制其出入骯髒狹窄的地方，并定期洗澡，清理其住所。
一旦貓蚤等跳蚤在宿主身上存活超過三分之四個生命週期，單純除去寄主身上的跳蚤的方法便不會完全奏效。這時還應該對周圍環境進行除蟲處理，以防再次被傳染。
氯芬奴隆、吡虫啉、氟虫腈、西维因、苄呋菊脂、甲氧滴滴涕和马拉硫磷等物質可以用來殺滅貓蚤。除噴灑殺蟲藥劑外，除蚤項圈也可用來為貓狗除去貓蚤，但是曾有使用貓蚤項圈導致貓狗中毒的案例。

## 外部連結
- Integrated Flea Control from University of Nebraska-Lincoln Extension in Lancaster County（页面存档备份，存于）
- cat flea （页面存档备份，存于） on the UF / IFAS Featured Creatures Web site
- About Ctenocephalides felis (cat flea): taxonomy, life cycle, transmitted diseases, eradication at MetaPathogen

### 治療
- Finding and Eliminating Fleas on Your Cat from the BBC （页面存档备份，存于）
- Safe Use of Flea and Tick Products in Pets （页面存档备份，存于）